# Мячково (Владимирская область)
Мячково — село в Александровском муниципальном районе Владимирской области России, входит в состав Андреевского сельского поселения.

## География
Село расположено в междуречье рек Бачевка и Большой Киржач в 8 км на юг от центра поселения села Андреевского и в 28 км на восток от города Александрова.

## История
В 1549 году половина села Мячкова куплена была властями Троице-Сергиева монастыря у княза Петра Ивановича Шуйского за 300 руб.; в селе в то время были: боярский двор, огород, зименник, конопляник, гуменник и крестьянских 9 дворов. Вместе с селом куплена деревня Бункова и пустошь Гридино. Треть другой половины Мячкова приложена была в тот же монастырь в 1576 году неким Агеем Васильевым. В сотной книге 1563 года в Троицкой половине села Мячкова числится 9 дворов, а в деревне Бункове — 4 двора. В писцовых книгах 1593 года в селе Мячкове отмечены: двор монастырский, крестьянских 13 дворов, а людей в них 14 человек да 2 двора пустых... Почти через сто лет — в 1678 году по переписным книгам в Мячкове числится 37 дворов, к нему приписаны деревня Бунково — 9 дворов и починок Башкин — 4 двора, людей в них 224. В 1727 году Мячковский приход состоял из села Мячкова — 35 дворов и 5 деревень.
Церковь в селе Мячкове существовала уже и в то время, когда село поступило во владение Троице-Сергиева монастыря; в купчей крепости сказано о церкви Николая Чудотворца. Вместо деревянной церкви в 1807 году на средства прихожан построена каменная церковь. Престолов в ней два: в холодной во имя святого Николая Чудотворца, в трапезе теплой в честь Казанской иконы Божьей Матери. В 1896 году приход состоял из села Мячкова и деревень: Бунькова, Башкина и Климково, в них по клировым ведомостям числилось 508 душ мужского пола и 544 женского. В селе Мячкове была земская народная школа; учащихся в 1892-93 году было 50
В июле-августе 1941 года Никольская церковь была взорвана на аэродромную щебёнку.
В XIX и первой четверти XX века село входило в состав Андреевской волости Александровского уезда. В 1905 году в селе числилось 116 дворов.
С 1929 года село являлось центром Мячковского сельсовета Александровского района, позднее — в составе Андреевского сельсовета.
В 1942 году вблизи села потерпел крушение самолет Пе-3бис. Погибли два члена экипажа: старшина Николай Петрович Калинин и лейтенант Иван Михайлович Володченков. На месте гибели в тот же год был установлен деревянный памятник, который обновлялся в 1962, 1975 и 2020 годах.

## Население
| 1859 | 1897 | 1905 | 1926 | 2002 | 2010 | 2021 |
| ---- | ---- | ---- | ---- | ---- | ---- | ---- |
| 602  | ↘597 | ↗656 | ↘516 | ↘51  | ↗58  | ↘39  |